# En räddande engel
En räddande engel: Proverb i 1 akt är ett drama av Anne Charlotte Leffler, uppfört första gången 1883, men aldrig publicerat i bokform. Dramat är en bearbetning av hennes novell En bal i societeten, vilken hade publicerats i novellsamlingen Ur lifvet I 1882.

## Om pjäsen
Pjäsen hade urpremiär den 15 oktober 1883 tillsammans med Sanna kvinnor, en annan av Lefflers pjäser. En räddande engel är en av hennes mest spelade och uppfördes 83 gånger på Dramaten mellan åren 1883 och 1888 och även 23 gånger på 1920-talet i regi av Karl Hedberg, med premiär den 9 april 1921. Ensemblen från Dramaten uppförde även pjäsen på Malmö Teater den 8 och 14 juni 1884 tillsammans med pjäsen Markisinnan.
I Kungliga biblioteket i Stockholm finns ett handskrivet manuskript bevarat. I detta är pjäsen undertecknad Anne Charlotte Edgren.
I pjäsen bröt Leffler med den klassiska dramaturgins krav på handling där en serie upptrappade händelser skulle leda fram till en klimax. Istället byggde handlingen på ett uppvisande av exempel på mänskliga situationer, vilket mer liknade ett collage av bilder, ett slags tableaux vivants.

## Handling
Statsrådet och hans fru håller sin första bal. Den äldsta dottern Arla gör sin debut medan lillasystern Gurli endast får titta på från kulissen. Arla träffar och dansar med Lagerskiöld, men får av baldrottningen Cecilia berättat för sig att Lagerskiöld är känd för sina kärleksförklaringar. Arla konfronterar honom kring detta och han svarar att han förvisso flirtat med damer innan, men aldrig att han älskat någon av dem. Han frågar Arla om hon vill bli hans räddande ängel och hjälpa honom från hans mörka makter. Hon accepterar erbjudandet och går med på att träffa honom dagen efter.
Arlas mor statsrådinnan blir bestört över att höra att Lagerskiöld dansat med dottern då han har ett så befläckat rykte. Hon försöker utan framgång tala Arla till rätta. I pjäsens slutscen kliver lillasystern Gurli fram som en räddande ängel när hon talar om att Lagerskiöld förklarat sin kärlek till henne med exakt samma ord som till Arla.

## Rollfigurer
En räddande engel har totalt tio roller, varav fyra är män och sex är kvinnor.
- Statsrådet
- Statsrådinnan
- Arla, dotter till statsrådsparet
- Gurli, dotter till statsrådsparet
- Cecilia Hornfeldt
- Kapten Lagerskiöld
- Grefvinnan
- Eugenie, dotter till grefvinnan
- Kammarherrn
- Baron Edelhjelm
- Balgäster Betjening

## Mottagande
Samtliga recensenter imponerades av dramatiseringen. Karaktärerna ansågs bra och replikerna verklighetstrogna. I Aftonbladet skrev anmälaren att fru Hartman i den "bortskämda Gurli fått en uppgift, som särdeles väl egnar sig för hennes individualitet".

### Fotnoter
1. 1 2 3  Lyngfelt, 1996, s. 98
2. 1 2 3 4 5  ”En räddande engel”. Dramawebben. Arkiverad från originalet den 11 augusti 2010. https://web.archive.org/web/20100811055954/http://www.dramawebben.se/pjas/en-raddande-engel. Läst 4 december 2012.
3. ↑  Lauritzen 2012, s. 270
4. ↑  ”En räddande engel”. Dramaten. https://www.dramaten.se/rollboken?detail=play%2C187&type=search_type_plays&search=En+r%C3%A4ddande+%C3%A4ngel. Läst 4 december 2012.
5. ↑  ”En räddande engel”. Musikverket. http://calmview.musikverk.se/CalmView/Record.aspx?src=CalmView.Performance&id=PERF26894&pos=1. Läst 3 augusti 2015.
6. ↑  ”En räddande engel - digitaliserad version”. Dramawebben.se. http://www.dramawebben.se/node/29855/handskrivet. Läst 4 december 2012.